# Alegranza

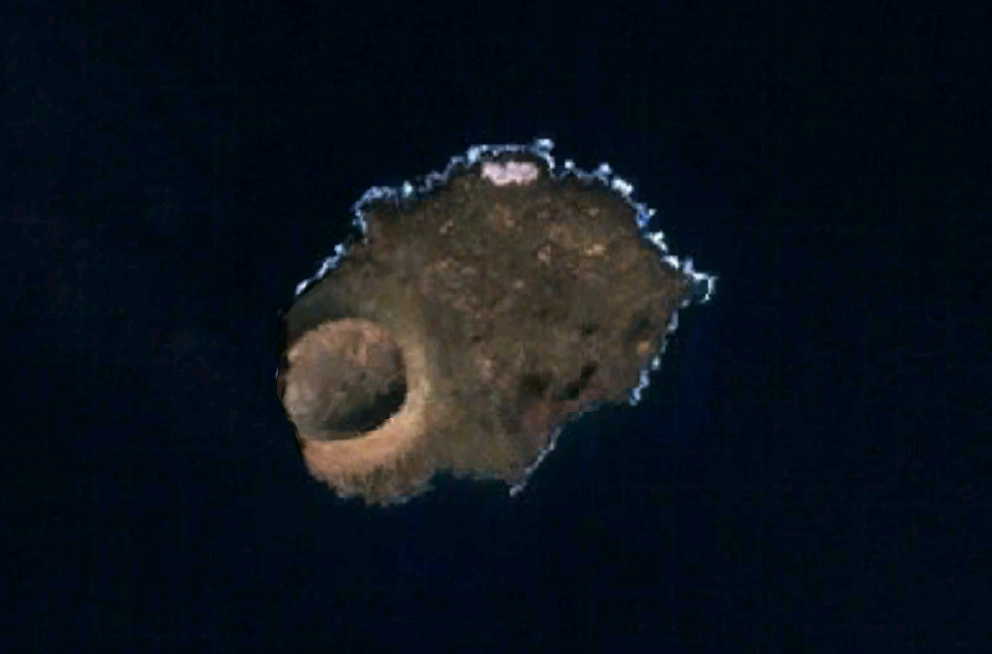
Satellietfoto van Alegranza

Alegranza is een van de kleinere van de Canarische Eilanden. Alegranza hoort bij de provincie Las Palmas en ligt in het Parque Natural de Archipiélago Chinijo en het nationaal park van de archipel Chinijo.
Alegranza is het noordelijkste eiland van de Canarische archipel, 110 kilometer ten westen van de Afrikaanse kust. Het verkreeg in 1993 de UNESCO-biosfeer-status. Het eiland heeft een rotsige kustlijn en is een broedplaats voor verschillende beschermde vogelsoorten.

## Geografie
Het eiland heeft een oppervlakte van 10,2 km². In het oostelijke deel van het eiland staat de vuurtoren van Punta Delgada, gebouwd in 1865. De 17 meter hoge vuurtoren werd eind 2002 uitgeroepen tot beschermd monument.
Op het eiland is een caldera met een doorsnede van 1,1 km en hoogte van 289 m. Het tweede hoogste punt is Montaña de Lobos van 256 m. Het noordelijke deel van het eiland is voor het grootste deel vlak.

## Bevolking
Het eiland heeft geen vaste bewoners meer. Toen Jean de Bethancourt er aankwam in 1402 trof hij geen bewoners aan. Na de verovering van de Canarische archipel door de Spaanse kroon werd het strategisch gelegen eiland bewoond door een handvol kolonisten-landbouwers.
De laatste landbouwersfamilie, 12 personen in totaal, verliet het eiland in het begin van de 20ste eeuw. Sindsdien vertoeven er enkel overheidspersoneel en wetenschappers voor kortere periodes. Een eilandwacht bijgestaan door vrijwilligers houdt tijdens de zomerperiode (juli-oktober) een oogje in het zeil en ruimt het aangespoelde vuil. Het eiland is voor ongeveer 75% het bezit van de familie Jordán uit Lanzarote. De overige 25%, incl. vuurtoren, is in handen van de Spaanse overheid.

## Klimaat
Kurkdroog en winderig. Het eiland heeft een jaargemiddelde van 135 mm neerslag per jaar. Het is een van de droogste plaatsen van de Canarische archipel. In de zomer is er nauwelijks of geen vermeldenswaardige neerslag.
De natste maanden zijn december en januari met elk gemiddeld vier dagen regen. Jaarlijks zijn er ca. 20 regendagen. Het eiland heeft gemiddeld 2900 uren zonneschijn per jaar. Temperaturen situeren zich tussen 14° en 20° in de winter en tussen 21° en 29° in de zomer. Het grootste deel van het jaar zijn er sterke passaatwinden.

## De naam
De naam Alegranza komt van het Spaanse woord voor blijdschap. Ontdekkingsreiziger Jean de Béthencourt gaf het eiland deze naam omdat hij blijdschap voelde toen hij het eiland ontdekte.